# Милиты
Милиты (лат. milites) были обученными регулярными пехотинцами Древнего Рима, а позже термин использовался для описания «солдат» в Средневековой Европе.

## Древний Рим
Милиты — в армии Древнего Рима рядовые солдаты легиона, прошедшие обучение военному делу в качестве тиронов, но не обладающие специальными навыками или умениями. Именно милиты составляли основную массу легионеров. Наряду с чисто военными обязанностями они выполняли множество других функций в лагере легиона — строительство, рытье рвов и другая повседневная трудовая деятельность.
Через несколько лет службы некоторые милиты могли пройти дополнительную подготовку и претендовать на статус иммунов — солдат, имеющих специальные навыки и освобожденных от повседневных работ.

## Средневековая Европа
Латинский термин в конечном итоге стал синонимом слова «солдат» — общего термина, который в Западной Европе стал ассоциироваться с конными рыцарями, составлявшими профессиональный военный корпус в эпоху раннего Средневековья. Однако этот же термин был расширен для обозначения солдат пехоты (Milites Pedites). В 13 веке этот термин относился к всадникам, которые не имели рыцарского статуса, но имели аналогичные характеристики и обязанности как и рыцари.
Другие варианты использования включают Milites Templi («Солдаты Храма») — буллу, относящуюся к тамплиерам, а также рыцарскую организацию Milites Sancti Jacobi («Орден Сантьяго»).
От латинского корня «Miles» произошли такие слова, как Military («Военный») и Militia («Милиция»).
Милиция происходит от латинских корней:
- miles /miːles/ : солдат[10]
- -itia /iːtia/ : структура, деятельность[11][12]
- militia /mil:iːtia/: военная служба[10]